# Duncan Dokiwari
Duncan Dokiwari (* 15. Oktober 1973 in Port Harcourt) ist ein ehemaliger nigerianischer Boxer.

## Amateurkarriere
Dokiwari gewann als Amateur 55 Kämpfe (46 KOs) bei fünf Niederlagen. 1994 gewann er im Superschwergewicht die Commonwealth Spiele in Victoria. Er besiegte dabei unter anderem Danny Williams nach Punkten.
Nachdem er 1995 auch die Afrikaspiele gewonnen hatte, nahm er im Jahr 1996 an den Olympischen Spielen in Atlanta teil. Mit jeweils vorzeitigen Siegen in den ersten drei Turnierrunden qualifizierte er sich für das Halbfinale gegen Paea Wolfgramm, der diese Begegnung allerdings knapp mit 7:6 Punkten für sich entscheiden konnte. Dokiwari erhielt für den damit erreichten dritten Platz die Bronzemedaille.

## Profikarriere
1997 begann Dokiwari in den USA seine Profilaufbahn. Nach zwölf Siegen gegen Aufbaugegner traf er am 16. Januar 1999 auf den noch ungeschlagenen Fres Oquendo. Dokiwari verlor diesem Kampf über sechs Runden nach Punkten: seine erste Niederlage im Profigeschäft.
Anschließend gelang ihm eine Serie von zehn Siegen, bis er am 26. September 2003 auf den ebenfalls noch ungeschlagenen Dominick Guinn traf, gegen den er über zehn Runden seine zweite Niederlage hinnehmen musste. Bereits im nächsten Kampf – gegen den eher unbekannten Stacy Frazier – verlor er erneut, diesmal allerdings durch technischen KO in der ersten Runde. Nach dieser letzten, überraschenden Niederlage nahm sich Dokiwari eine zweijährige Auszeit vom Boxen und kehrte erst im Jahr 2006 in den Ring zurück. Ihm gelangen in diesem Jahr noch drei kurzrundige KO-Siege, bevor er seine Karriere beendete. 